# Chaetodon melapterus

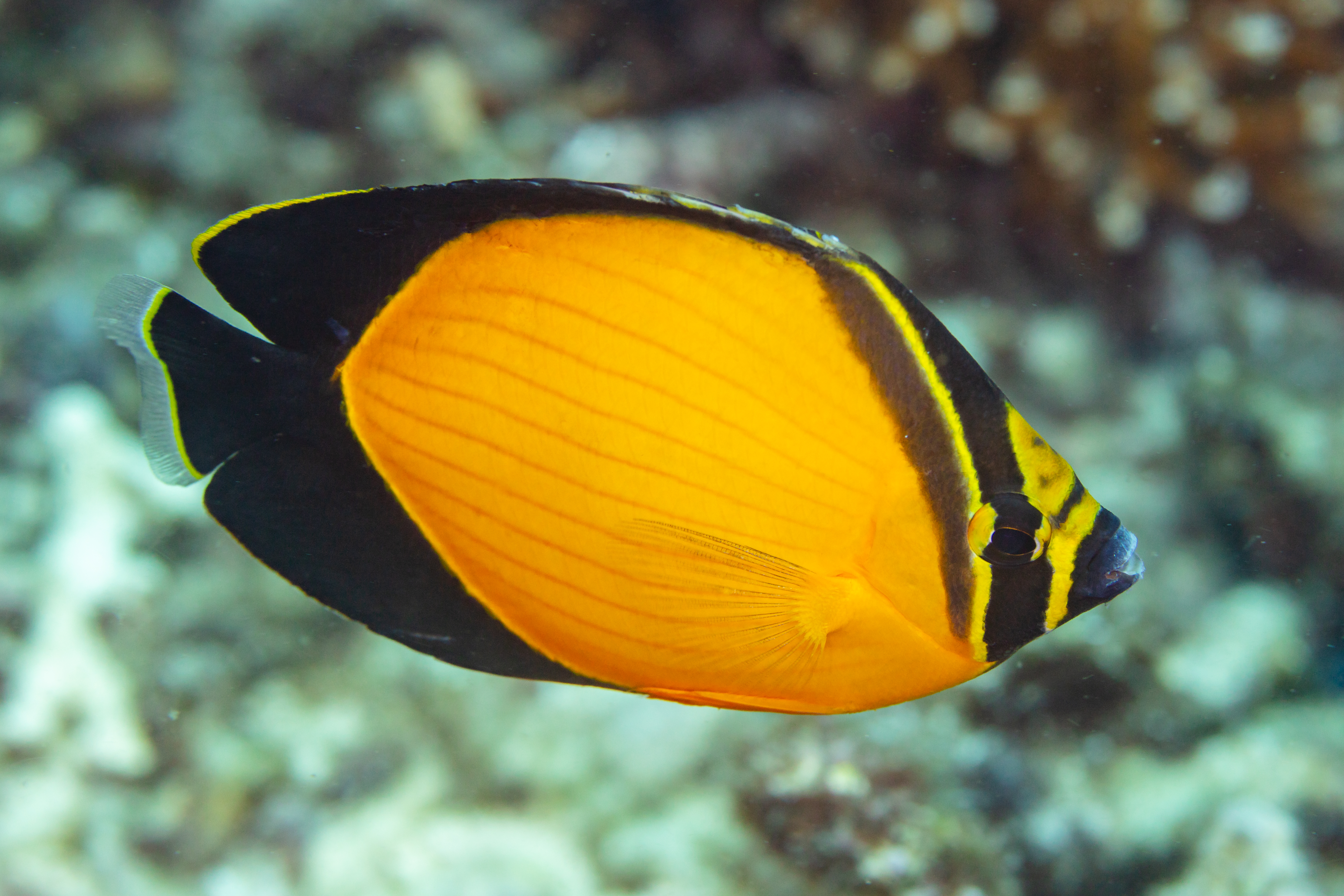
Chaetodon melapterus en las islas Ad Dimaniyat, Omán.

El Chaetodon melapterus es un pez mariposa marino, de la familia de los Chaetodontidae. 
Sus nombres comunes más populares en inglés son Arabian butterflyfish, o pez mariposa arábigo, y Blackfin butterflyfish, o pez mariposa de aleta negra.

## Morfología
Posee la morfología típica de su familia, cuerpo ovalado y comprimido lateralmente. 
La coloración base del cuerpo y cabeza es amarilla. Varias rayas oscuras horizontales atraviesan el cuerpo. Las aletas pectorales y las pélvicas son amarillas. Las aletas dorsal, anal y caudal, son en color negro con un fino margen amarillo. La cabeza también es amarilla, con la raya negra atravesando el ojo, tan característica del género, y otra segunda raya negra que se extiende hasta la aleta dorsal. La boca es negra.
Tiene 13 espinas dorsales, entre 19 y 21 radios blandos dorsales, 3 espinas anales, y entre 18 y 19 radios blandos anales.
Alcanza los 13 cm de largo.

## Hábitat y distribución
Especie asociada a arrecifes costeros, tanto en laderas superficiales, como en lagunas con rico crecimiento coralino y parches de arena. Normalmente se les ve en parejas, o en agregaciones de más de 20 individuos. Habitan en colonias coralinas, alimentándose durante el día y resguardándose bajo el coral por la noche. 
Su rango de profundidad está entre 2 y 16 metros.
Se distribuye exclusivamente en aguas tropicales del océano Índico oeste, en los golfos de Omán y Adén, y al sur de la península arábiga y el mar Rojo. Es especie nativa de Arabia Saudí; Baréin; Emiratos Árabes Unidos; Eritrea; Irán; Omán; Catar; Seychelles; Somalia; Sudán; Yemen y Yibuti.

## Alimentación
Se alimenta predominantemente de pólipos de corales.

## Reproducción
Son dioicos, o de sexos separados, ovíparos, y de fertilización externa. El desove sucede antes del anochecer. Forman parejas durante la maduración para toda su vida, y durante el ciclo reproductivo, pero no protegen sus huevos y crías después del desove.